# Lijst van rijksmonumenten in Achlum
Achlum telt 29 inschrijvingen in het rijksmonumentenregister. Hieronder een overzicht. 
| Object | Oorspronkelijke functie?  | Bouwjaar                                                                                     | Architect | Locatie           | Coördinaten?                 | Nr.?   | Afbeelding |
| --- | ------------------------- | -------------------------------------------------------------------------------------------- | --------- | ----------------- | ---------------------------- | ------ | --- |
| Achlumer Molen | Industrie- en poldermolen | 1853 2007 (rest.)                                                                            |           | Hitzumerweg 3     | 53° 9' 13" NB, 5° 30' 5" OL  | 15821  | Meer afbeeldingen |
| Gertrudiskerk (Hervormde kerk) | Kerk en kerkonderdeel     | ca. 1100 (schip) eind 15e eeuw (toren, verb. kerk) 1790 (houten torenopbouw)                 |           | De Terp 1         | 53° 8' 53" NB, 5° 28' 59" OL | 15822  | Meer afbeeldingen |
| Groot Deersum | Boerderij                 | 1658 (poortgebouw, boerderij is jonger)                                                      |           | Deersum 2         | 53° 9' 4" NB, 5° 30' 24" OL  | 15823  | Meer afbeeldingen |
| Vijf traveeën breed pand met verdieping die aan voorzijde rust op gietijzeren kolommen, zodat een veranda wordt gevormd (voorm. logement) | Werk-woonhuis             | ca. 1850                                                                                     |           | Dorpsstraat 6     | 53° 8' 58" NB, 5° 29' 2" OL  | 15824  | Vijf traveeën breed pand met verdieping die aan voorzijde rust op gietijzeren kolommen, zodat een veranda wordt gevormd (voorm. logement) |
| Dubbel pand met bakgoot op klossen onder zadeldak evenwijdig aan de straat tussen twee topgevels                                          | Woonhuis                  | midden 19e eeuw                                                                              |           | Dorpsstraat 17-18 | 53° 8' 59" NB, 5° 28' 55" OL | 15825  | Dubbel pand met bakgoot op klossen onder zadeldak evenwijdig aan de straat tussen twee topgevels                                          |
| Eenvoudig pand met omgaande goot op klossen onder zadeldak tegen topgevel met twee aanbouwen                                              | Woonhuis                  |                                                                                              |           | Monnikenweg 2     | 53° 8' 60" NB, 5° 28' 52" OL | 15827  | Eenvoudig pand met omgaande goot op klossen onder zadeldak tegen topgevel met twee aanbouwen                                              |
| Pand met zolderverdieping onder zadeldak tussen puntgevels                                                                                | Woonhuis                  | ca. 1860                                                                                     |           | Tanjabuurt 8      | 53° 8' 58" NB, 5° 29' 5" OL  | 15828  | Pand met zolderverdieping onder zadeldak tussen puntgevels                                                                                |
| Pand met goot op klossen onder schilddak met hoekschoorstenen (vormt een geheel met nr. 11)                                               | Woonhuis                  | ca. 1860                                                                                     |           | Tanjabuurt 10     | 53° 8' 59" NB, 5° 29' 4" OL  | 15829  | Pand met goot op klossen onder schilddak met hoekschoorstenen (vormt een geheel met nr. 11)                                               |
| Pand met goot op klossen onder schilddak met hoekschoorstenen (vormt een geheel met nr. 10)                                               | Woonhuis                  | ca. 1860                                                                                     |           | Tanjabuurt 11     | 53° 8' 59" NB, 5° 29' 4" OL  | 15830  | Pand met goot op klossen onder schilddak met hoekschoorstenen (vormt een geheel met nr. 10)                                               |
| Pand met goot op klossen onder schilddak met hoekschoorstenen (vormt een geheel met nr. 13)                                               | Woonhuis                  | ca. 1860                                                                                     |           | Tanjabuurt 12     | 53° 8' 59" NB, 5° 29' 3" OL  | 15831  | Pand met goot op klossen onder schilddak met hoekschoorstenen (vormt een geheel met nr. 13)                                               |
| Pand met goot op klossen onder schilddak met hoekschoorstenen (vormt een geheel met nr. 12)                                               | Woonhuis                  | ca. 1860                                                                                     |           | Tanjabuurt 13     | 53° 8' 59" NB, 5° 29' 3" OL  | 15832  | Pand met goot op klossen onder schilddak met hoekschoorstenen (vormt een geheel met nr. 12)                                               |
| Pand met voorgoot op klosjes onder schilddak met hoekschoorstenen (vormt een geheel met nr. 15)                                           | Woonhuis                  | ca. 1860                                                                                     |           | Tanjabuurt 14     | 53° 8' 59" NB, 5° 29' 3" OL  | 15833  | Pand met voorgoot op klosjes onder schilddak met hoekschoorstenen (vormt een geheel met nr. 15)                                           |
| Pand met voorgoot op klosjes onder schilddak met hoekschoorstenen (vormt een geheel met nr. 14)                                           | Woonhuis                  | ca. 1860                                                                                     |           | Tanjabuurt 15     | 53° 8' 59" NB, 5° 29' 2" OL  | 15834  | Pand met voorgoot op klosjes onder schilddak met hoekschoorstenen (vormt een geheel met nr. 14)                                           |
| Pand met omgaande goot op klosjes onder hoog schilddak met twee hoekschoorstenen                                                          | Woonhuis                  | ca. 1860                                                                                     |           | Tanjabuurt 16     | 53° 8' 59" NB, 5° 29' 1" OL  | 15835  | Pand met omgaande goot op klosjes onder hoog schilddak met twee hoekschoorstenen                                                          |
| Dubbel pand met goot op klossen onder schilddak (vormt een geheel met nr. 18)                                                             | Woonhuis                  | ca. 1860                                                                                     |           | Tanjabuurt 17     | 53° 8' 60" NB, 5° 29' 0" OL  | 15836  | Upload foto |
| Dubbel pand met goot op klossen onder schilddak (vormt een geheel met nr. 17)                                                             | Woonhuis                  | ca. 1860                                                                                     |           | Tanjabuurt 18     | 53° 8' 60" NB, 5° 28' 60" OL | 15837  | Dubbel pand met goot op klossen onder schilddak (vormt een geheel met nr. 17)                                                             |
| Dubbel pand onder schilddak met dakkapel en twee hoekschoorstenen                                                                         | Woonhuis                  | ca. 1860                                                                                     |           | Tanjabuurt 20     | 53° 8' 60" NB, 5° 28' 59" OL | 15838  | Dubbel pand onder schilddak met dakkapel en twee hoekschoorstenen                                                                         |
| Dubbel landelijk pand met goot op klossen onder schilddak met dakkapel en twee hoekschoorstenen                                           | Woonhuis                  | ca. 1860                                                                                     |           | Tanjabuurt 22     | 53° 8' 60" NB, 5° 28' 58" OL | 15839  | Dubbel landelijk pand met goot op klossen onder schilddak met dakkapel en twee hoekschoorstenen                                           |
| Dubbel landelijk pand met goot op klossen onder schilddak met twee hoekschoorstenen (vormt een geheel met nr. 24)                         | Woonhuis                  | ca. 1860                                                                                     |           | Tanjabuurt 23     | 53° 8' 60" NB, 5° 28' 57" OL | 15840  | Dubbel landelijk pand met goot op klossen onder schilddak met twee hoekschoorstenen (vormt een geheel met nr. 24)                         |
| Dubbel landelijk pand met goot op klossen onder schilddak met twee hoekschoorstenen (vormt een geheel met nr. 23)                         | Woonhuis                  | ca. 1860                                                                                     |           | Tanjabuurt 24     | 53° 8' 60" NB, 5° 28' 57" OL | 15841  | Upload foto |
| Landelijk pand met goot op klossen onder schilddak met hoekschoorstenen (vormt een geheel met nr. 26)                                     | Woonhuis                  | ca. 1860                                                                                     |           | Tanjabuurt 25     | 53° 9' 0" NB, 5° 28' 56" OL  | 15842  | Landelijk pand met goot op klossen onder schilddak met hoekschoorstenen (vormt een geheel met nr. 26)                                     |
| Landelijk pand met goot op klossen onder schilddak met hoekschoorstenen (vormt een geheel met nr. 25)                                     | Woonhuis                  | ca. 1860                                                                                     |           | Tanjabuurt 26     | 53° 9' 0" NB, 5° 28' 56" OL  | 15843  | Upload foto |
| Dubbel landelijk pand met stichtingssteen en goot op klossen onder schilddak met twee hoekschoorstenen (vormt een geheel met nr. 28)      | Woonhuis                  | ca. 1860                                                                                     |           | Tanjabuurt 27     | 53° 8' 60" NB, 5° 28' 56" OL | 15844  | Dubbel landelijk pand met stichtingssteen en goot op klossen onder schilddak met twee hoekschoorstenen (vormt een geheel met nr. 28)      |
| Dubbel landelijk pand met stichtingssteen en goot op klossen onder schilddak met twee hoekschoorstenen (vormt een geheel met nr. 27)      | Woonhuis                  | ca. 1860                                                                                     |           | Tanjabuurt 28     | 53° 9' 0" NB, 5° 28' 55" OL  | 15845  | Dubbel landelijk pand met stichtingssteen en goot op klossen onder schilddak met twee hoekschoorstenen (vormt een geheel met nr. 27)      |
| Breed landelijk pand met goot op klossen onder schilddak met twee hoekschoorstenen (vormt een geheel met nr. 30)                          | Woonhuis                  | ca. 1860                                                                                     |           | Tanjabuurt 29     | 53° 9' 0" NB, 5° 28' 55" OL  | 15846  | Breed landelijk pand met goot op klossen onder schilddak met twee hoekschoorstenen (vormt een geheel met nr. 30)                          |
| Breed landelijk pand met goot op klossen onder schilddak met twee hoekschoorstenen (vormt een geheel met nr. 29)                          | Woonhuis                  | ca. 1860                                                                                     |           | Tanjabuurt 30     | 53° 9' 0" NB, 5° 28' 54" OL  | 15847  | Breed landelijk pand met goot op klossen onder schilddak met twee hoekschoorstenen (vormt een geheel met nr. 29)                          |
| Landelijk pand met goot op klossen onder schilddak met twee hoekschoorstenen                                                              | Woonhuis                  | ca. 1860                                                                                     |           | Tanjabuurt 31     | 53° 9' 0" NB, 5° 28' 54" OL  | 15848  | Landelijk pand met goot op klossen onder schilddak met twee hoekschoorstenen                                                              |
| De Kleasterpleats (It Jonkerskip) | Boerderij                 | 1679 (schuur) ca. 1700 (voorhuis) 1790 (verb. schuur) 1870 (herb. schuur) 19e eeuw (aanbouw) |           | Jonkerschap 1     | 53° 8' 54" NB, 5° 28' 54" OL | 510847 | Meer afbeeldingen |